# دارين ليون
دارين ليون (بالإنجليزية: Darren Lyon)‏ (8 يونيو 1995 - ) هو لاعب كرة قدم بريطاني في مركز الوسط. لعب مع هاميلتون أكاديميكال.

## وصلات خارجية
- دارين ليون على موقع قاعدة بيانات كرة القدم.إي يو (الإنجليزية)
- دارين ليون على موقع Soccerway.com (الإنجليزية)